# Chysis bractescens
Chysis bractescens là một loài lan.